# Chris Wood (golf)
Pour les articles homonymes, voir Chris Wood, Christopher Wood et Wood.
Chris Wood, né le 26 novembre 1987 à Bristol est un golfeur anglais jouant sur le tour européen. Après s’être classé cinquième au British Open de 2008 où il s’était aligné en tant qu’amateur il décide de passer professionnel. Il a remporté trois tournois dans sa carrière. En 2016 il fait pour la première fois partie de l’équipe européenne de Ryder Cup.

## Palmarès

### Victoires sur le Tour européen PGA (3)
| no | Date            | Tournoi              | Score                 | Avance  | Second                        |
| -- | --------------- | -------------------- | --------------------- | ------- | ----------------------------- |
| 1. | 23 janvier 2013 | Qatar Masters        | –18 (67-70-64-69=270) | 1 coup  | George Coetzee, Sergio Garcia |
| 2. | 14 juin 2015    | Lyoness Open         | -15 (67-69-70-67=273) | 2 coups | Rafael Cabrera-Bello          |
| 3. | 18 mai 2016     | BMW PGA Championship | −9 (72-70-68-69=279)  | 1 coup  | Rikard Karlberg               |

### Résultats en tournois majeurs
| Tournoi          | 2008 | 2009 | 2010 | 2011 | 2012 | 2013 | 2014 | 2015 | 2016 | 2017 |
| ---------------- | ---- | ---- | ---- | ---- | ---- | ---- | ---- | ---- | ---- | ---- |
| Masters de golf  | DNP  | DNP  | DNP  | DNP  | DNP  | DNP  | DNP  | DNP  | T42  | CUT  |
| US Open de golf  | DNP  | DNP  | DNP  | DNP  | DNP  | DNP  | DNP  | DNP  | T23  | CUT  |
| Open britannique | T5   | T3   | CUT  | DNP  | DNP  | T64  | T23  | DNP  | WD   | T14  |
| USPGA            | DNP  | T76  | CUT  | DNP  | DNP  | CUT  | T46  | CUT  | CUT  | T33  |

DNP = N'a pas participé

CUT = A raté le Cut

"T" = Égalité

Le fond vert montre les victoires et le fond jaune un top 10.